# Colpomyida
De Colpomyida zijn een orde van uitgestorven tweekleppigen.

## Taxonomie
De volgende taxa zijn bij de orde ingedeeld:
- † Superfamilie Colpomyoidea Pojeta & Gilbert-Tomlinson, 1977
  -  † Familie Colpomyidae Pojeta & Gilbert-Tomlinson, 1977
  -  † Familie Evyanidae Carter, D. C. Campbell & M. R. Campbell, 2000